# Škoda 706 RO
Škoda 706 RO (Rekonstruovaný Omnibus) je typ autobusu, který byl vyráběn v Československu v letech 1947–1958. Poté byl vystřídán modelem Škoda 706 RTO.

## Vývoj
V důsledku Košického vládního programu došlo mimo jiné ke znárodnění koncernu Škoda, pod který do té doby spadaly mimo jiné mladoboleslavská automobilka ASAP a letňanská letecká továrna Avia. Rozhodnutím československé vlády byla automobilka ustavena jako samostatné Automobilové závody, národní podnik (AZNP) a (zřejmě i v důsledku toho, že po několika bombardovacích vlnách ležela z velké části v troskách) určena do budoucna pouze jako výrobce osobních automobilů, zatímco všechny ostatní tamní výrobky (nákladní automobily, autobusy, trolejbusy apod.) měly být předány do jiných podniků.
Výrobu čerstvě vyvinutého nákladního automobilu Škoda 706 R tak převzala právě Avia, která byla k Mladé Boleslavi relativně nejblíž. Neměla ale k dispozici dostatek vlastních oborových konstruktérů, proto do ní po následující řadu měsíců dojížděla konstruktérská skupina z AZNP a právě v Avii tak koncem roku 1946 vznikl autobus Škoda 706 RO, který se následně stal prvním československým sériově vyráběným autobusem s trambusovou bezkapotovou karosérií.
Avia poté v letech 1947 až 1951 vyráběla kompletní podvozky (včetně motoru, převodovky a náprav) pro všechny varianty autobusu. Samotné karosérie pak vyráběla pouze ve variantě linkového meziměstského autobusu, zatímco varianty dálkového autokaru vyráběla vysokomýtská karosárna Sodomka (od 1948 Karosa) na podvozky z Avie. Menší počty autobusů dočasně vyráběly i další znárodněné karosárny v Praze, Plzni aj. Roku 1951 byla výroba nákladních aut i autobusů z Avie narychlo vymístěna do Rýnovic a Mnichova Hradiště, které se o rok později staly součástí nově ustaveného podniku LIAZ, kde výroba probíhala stejně do roku 1957. Na výrobu ve Vysokém Mýtě tato změna neměla žádný vliv, Karosa nadále dostávala podvozky z LIAZu, které kompletovala pomocí vlastních karoserií.

## Konstrukce

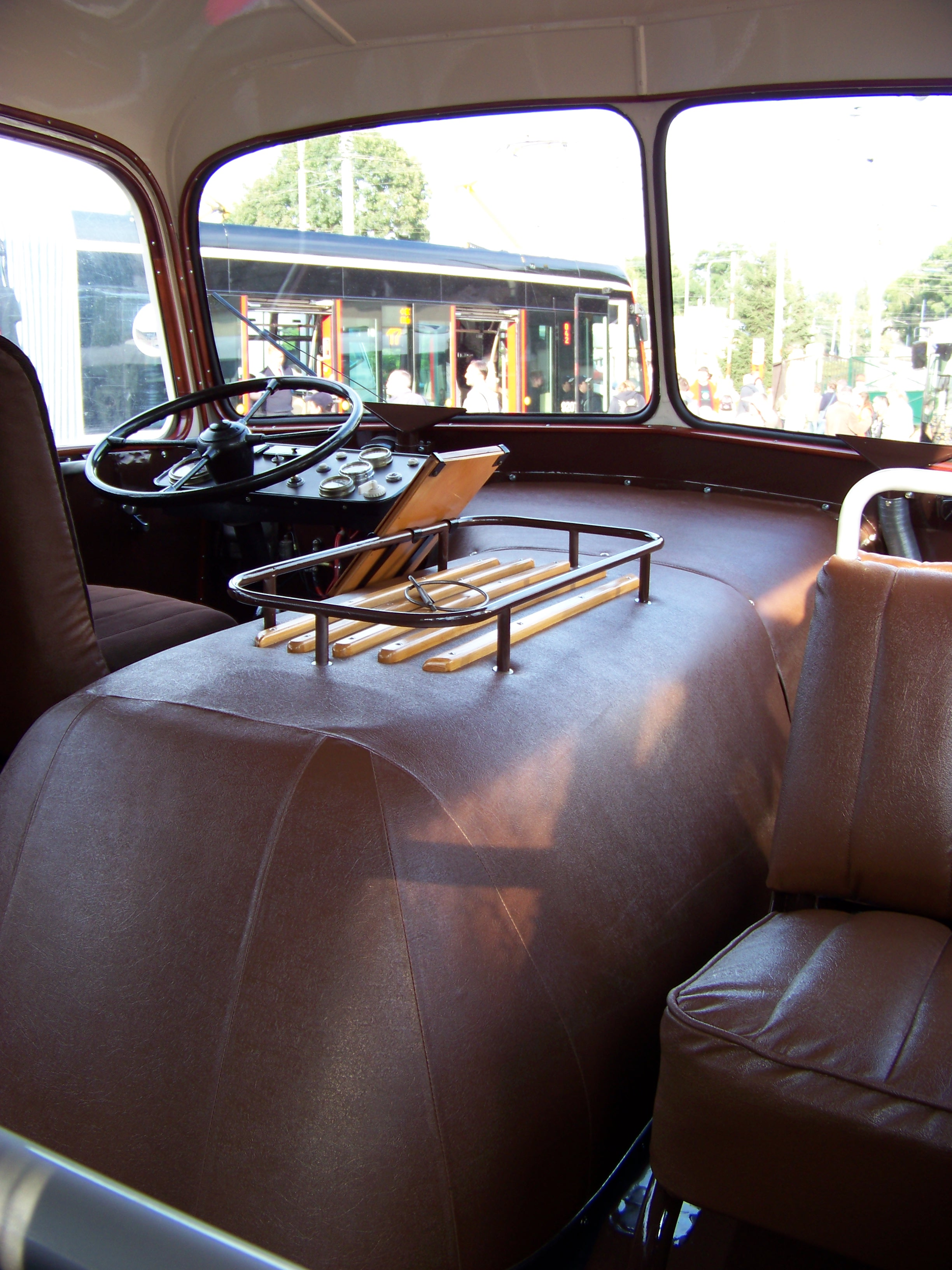
kryt motoru a stanoviště řidiče

Na svou dobu se jednalo o moderní velkokapacitní autobus trambusové koncepce. 706 RO byl odvozen od nákladního vozu Škoda 706 R, motor a některé další části autobusu byly shodné právě s tímto automobilem. Rám podvozku byl ale oproti vozu 706 R snížen prolomením v oblasti zadní nápravy a prodloužen. Karoserie, jejíž kostra byla svařena z ocelových profilů, byla vyráběna v těchto provedeních: městský (dvoje čtyřkřídlé, později dvoukřídlé dveře) a linkový autobus (jedny čtyřkřídlé, později dvoukřídlé dveře, které byly ovládány pneumaticky, nebo jedny dveře mechanické, tzv. „bouchací“). Linkové vozy měly na střeše tzv. zahrádku, kam byla umisťována zavazadla. Rozmístění sedadel u městské verze bylo různé. V prvních letech výroby byla sedadla umístěna kombinovaně: v přední části vozu byly podélné lavice, v zadní naopak sedačky příčné. Později se toto rozmístění prohodilo, některé vozy naopak měly sedadla umístěna pouze příčně. Linkové autobusy měly příčné sedačky, ovšem v různém počtu. U obou verzí měl řidič vlastní malá dvířka v levé bočnici, která vedla přímo na jeho stanoviště.
Zajímavá byla verze luxusního, jednodveřového autokaru, který byl vyroben v jediném prototypu v roce 1947. Interně byl tento vůz označován jako Pullman. Cestující mohli využívat pohodlné kožené sedačky s opěrkami hlavy, které byly polohovatelné. V zadní části vozu se nacházelo WC. Pro zavazadla byl určen prostor pod interiérem, do kterého byl přístup z boků vozu, jako u dnešních autobusů.
Některé vozy provozované v polovině 60. let byly „rekonstruovány“ dosazením nové karoserie typu RTO od SVA Holýšov na původní podvozek, čímž byly de facto vyrobeny nové vozy.

## Provoz

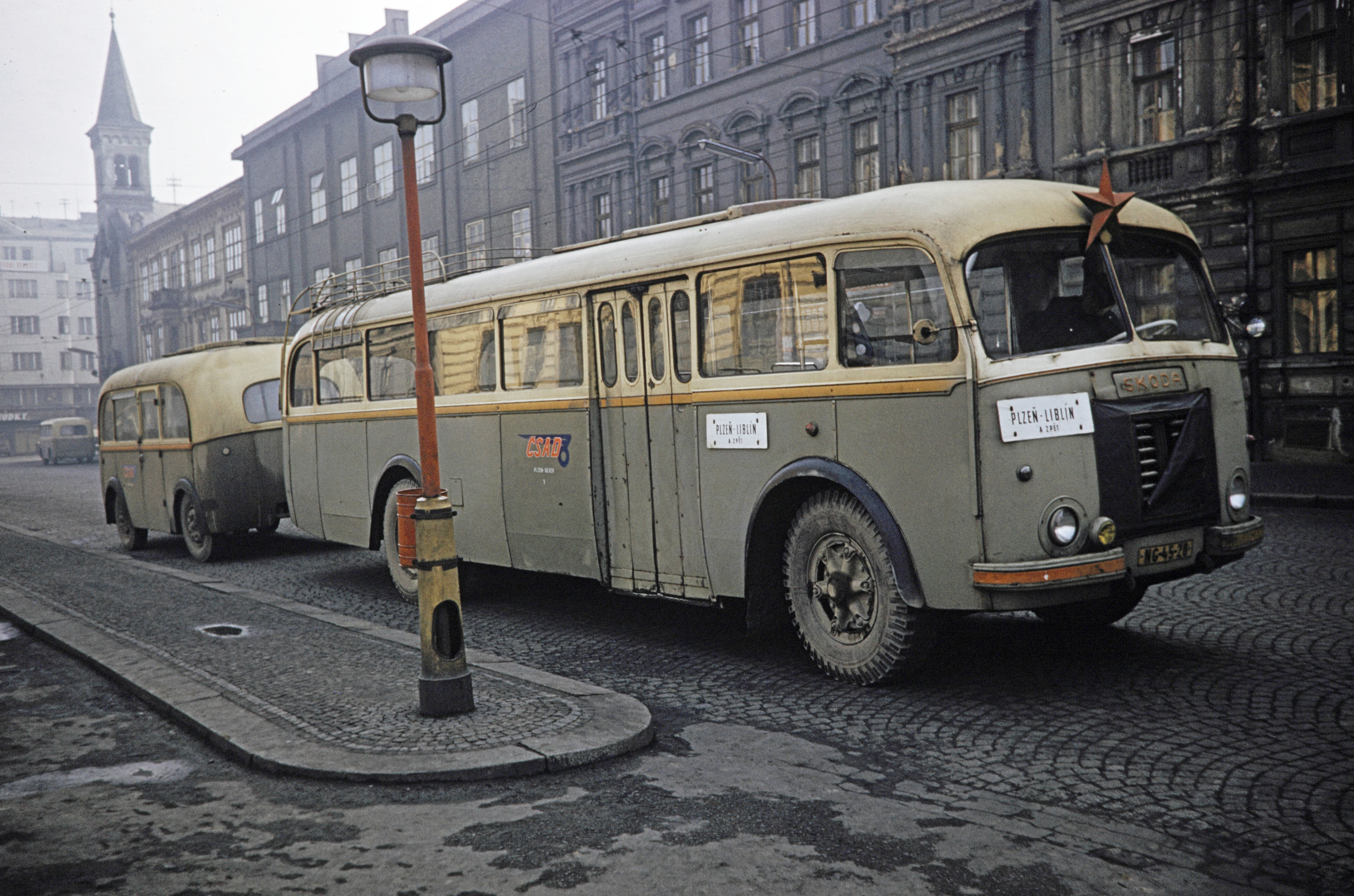
Škoda 706 RO s přívěsem Karosa D 4, Plzeň 1960

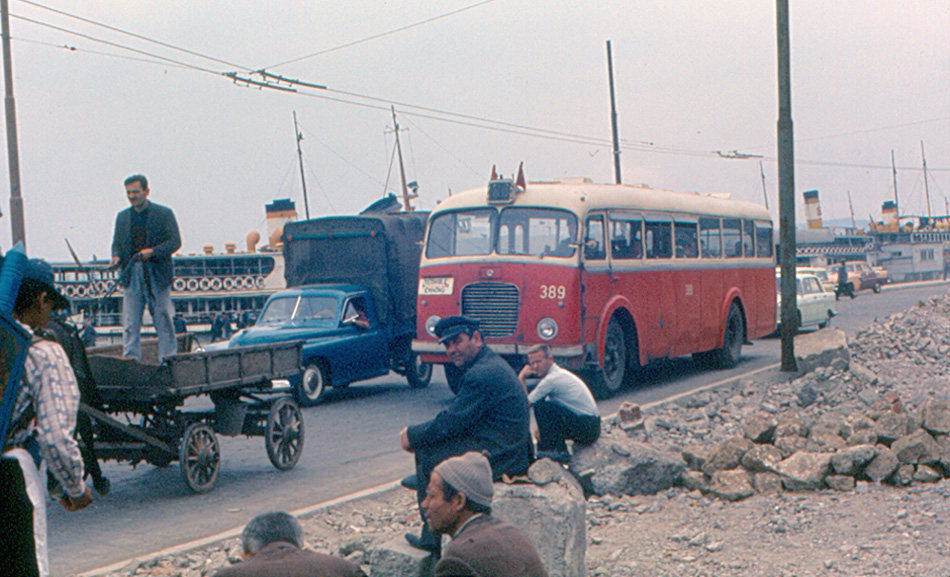
Městský autobus 706 RO s rovným zadním čelem, Istanbul 1967

Autobusy 706 RO byly zejména v 50. letech používány v celém Československu nejen podniky ČSAD v meziměstské dopravě, ale také snad všemi dopravními podniky v MHD. Celkem bylo vyrobeno přes 13 000 autobusů 706 RO, některé byly také exportovány (např. do NDR, Turecka, Sýrie, Bolívie a jinam).

## Historické vozy
- Brno (v Technickém muzeu jihlavský vůz ev. č. 22, SPZ V 4482)
- Praha (vůz č. 206, SPZ 01V 0809)
- ZDAR (SPZ 3J6 0588)
- ČSAP Nymburk[2]
- ČSAD JIHOTRANS (v renovaci)

Soukromé sbírky:
- Ladislav Tetera (Kroměříž-Bílany)